# Anomia ephippium
Anomie pelure d'oignon
Espèce
Anomia ephippium, l’Anomie pelure d'oignon, est une espèce de mollusques bivalves de la famille des Anomiidae.

## Répartition
Ce bivalve se rencontre dans l'Atlantique central ouest et nord-est, en Méditerranée et en mer Noire. Il est présent entre 25 et 200 m de profondeur.

## Description
La coquille d’Anomia ephippium peut mesurer jusqu'à 60 mm.

Valve droite
Valve gauche

var. radiata, valve gauche

Forme jaune
Forme orange
Forme violette

## Systématique
Le nom valide complet (avec auteur) de ce taxon est Anomia ephippium Linnaeus, 1758.
Ce taxon porte en français le nom vernaculaire ou normalisé suivant : Anomie pelure d'oignon.
Anomia ephippium a pour synonymes :
- Anomia adhaerens Clement, 1879
- Anomia aspera R.A.Philippi, 1844
- Anomia boletiformis Locard, 1891
- Anomia cepa Linnaeus, 1758
- Anomia cepiformis Locard, 1886
- Anomia electrica Linnaeus, 1758
- Anomia ephippium subsp. rugulosostriata Csepreghy-Meznerics, 1950
- Anomia ephippium var. argentaria Monterosato, 1915
- Anomia ephippium var. convexa Monterosato, 1915
- Anomia ephippium var. cuprea Monterosato, 1915
- Anomia ephippium var. daniliae Coen, 1940
- Anomia ephippium var. floridanacardii Coen, 1940
- Anomia ephippium var. involvens Coen, 1940
- Anomia ephippium var. partimradiata Coen, 1940
- Anomia ephippium var. placunoides Coen, 1940
- Anomia ephippium var. sanguinea Monterosato, 1915
- Anomia ephippium var. saxicola Monterosato, 1915
- Anomia fornicata Lamarck, 1819
- Anomia helvetica Bourcart & Zbyzewsky, 1940
- Anomia humphreysiana Reeve, 1859
- Anomia huttoni Suter, 1913
- Anomia lucerna Reeve, 1859
- Anomia patellaris Lamarck, 1819
- Anomia pellucida T.Brown, 1818
- Anomia polymorpha R.A.Philippi, 1836
- Anomia pyriformis Lamarck, 1819
- Anomia radians O.G.Costa, 1844
- Anomia radiata Brocchi, 1814
- Anomia ramosa Reeve, 1859
- Anomia scabrella R.A.Philippi, 1836
- Anomia strigilis Reeve, 1859
- Anomia sulcata Poli, 1795
- Anomia tunicacepae da Costa, 1778
- Anomia tyria Reeve, 1859
- Anomia violacea Bruguière, 1789